# خوزه وگا (بازیکن فوتبال اسپانیا)
خوزه وگا (انگلیسی: José Vega؛ زادهٔ ۱۰ آوریل ۱۹۸۱) بازیکن فوتبال اهل اسپانیا است.
از باشگاه‌هایی که در آن بازی کرده‌است می‌توان به باشگاه فوتبال کوردوبا، باشگاه فوتبال الچه، باشگاه فوتبال رئال مادرید سی، و باشگاه فوتبال خرز اشاره کرد.